# Josepa Monrabal Montaner
Josepa Monrabal Montaner (Gandia, 3 de juny de 1901 - Xeresa, 29 d'agost de 1936) va ser una religiosa de les Religioses de Sant Josep de Girona beatificada el setembre de 2015 en una cerimònia a la Catedral de Girona.
De molt jove ajudava als pobres. El 1928 va entrar a l'Institut de Religioses de Sant Josep, i va ser enviada a la comunitat de Vila-real per tenir cura dels malalts. Arrestada a casa del seu germà, a Gandia, morí assassinada la nit del 29 al 30 d'agost de 1936 a Xeresa.

## Biografia
Josepa, filla de Vicent Monrabal Puig, natural de Gandía, i Clara Montaner Cháfer, de Rafol de Salem. El matrimoni va tenir 4 fills: Vicent, Josep María, Andreu i Joaquim (que va morir als quatre dies de néixer) i Josepa (Pepita per la familia). Els seus pares, Vicent i Clara, eren cristians de profundes creences, que van procurar que els seus fills rebessin promptament el baptisme i els van procurar l'ensenyament de la Doctrina Cristiana com els aconsellava el rector de l'església de Sant Josep a la qual pertanyien.
Josepa, ja des de petita, era molt piadosa i generosa. Els diumenges al matí, després d'anar a Missa, tenia de costum anar a visitar als malalts del barri i a uns altres que ella coneixia. Conversava amb ells, els assistia i es fixava en la situació en què es trobaven per ajudar-los, portar-los una mica de roba, medicines, aliments, etc. Durant les tardes freqüentava el col·legi de les Germanes Carmelites amb altres joves que allí acudien a passar la tarda, doncs Josepa va sentir des de molt jove la vocació religiosa, encara que no assistia a aquell col·legi, però admirava la dedicació i lliurament amb què les religioses atenien a les alumnes. Tenia il·lusió per ser també ella Carmelita però el seu pare s'oposava al seu ingrés perquè deia que la necessitava.
El 4 de juny de 1927 van arribar a Gandia les Religioses de Sant Josep per assistir als malalts als seus domicilis i es van establir al carrer Valier, proper a la família Monrabal. La superiora era la mare Fidela Oller i va venir acompanyada per sis germanes. La notícia de l'arribada va ser molt ben acollida pel poble, que les estava esperant amb il·lusió des de feia molts anys. A poc a poc Josepa les va anar coneixent i li va impactar la seva senzillesa i pobresa. La trobada i amistat amb les germanes, que cada dia s'anava fent més profunda, va ser un estímul decisiu que la va ajudar a comprendre la seva vocació.
L'amabilitat i proximitat de la mare Fidela, va atreure l'atenció de Josepa i va entaular amb ella una relació més personal. A Josepa li agradava el servei que les germanes feien amb els malalts i això va ser penetrant cada vegada més en el seu interior fins que va comprendre que el Senyor la cridava per a aquesta missió.
El 9 de març de 1928, degut a una hemorràgia celebral, el pare de Josepa va morir. Josefa va seguir vivint amb la seva mare vídua. Després d'uns mesos de la pèrdua del seu pare, la seva mare Clara va animar a Josepa a que ingressés en la vida religiosa. En el mes de setembre de 1928, Josepa va ingressar en l'Institut de les Religioses de Sant Josep a la ciutat de Girona. Complert el temps reglamentari, el 18 de març de 1931 va fer la se Primera Professió i es traslladà a la comunitat de Vila-real. A la comunitat de Vila-real va romandre a prop de tres anys progressant en la seva vida de consagrada i donant gran exemple a tots. El seu ideal era clar: la santedat.
La situació política d'Espanya s'havia anat deteriorant molt a partir de 1931. En els inicis de 1936, es percebien manifestacions d'odi al religiós i a les institucions eclesiàstiques. Aquesta situació era cada vegada molt més forta i violenta, sobretot a les ciutats i pobles del Llevant com Alacant, Gandia, València, Vila-real, Castelló i tota Catalunya. La mare Elena Campmol, superiora general de l'Institut, davant la situació tan conflictiva, va enviar a les comunitats un comunicat en el qual autoritzava a les germanes a poder anar-se amb les seves famílies o a altres llocs segurs, fins a un altre avís, doncs va pensar que era la millor manera de salvar-los la vida. La germana Josepa, que es trobava a Castelló, va decidir anar amb la seva família perquè Gandia quedava a prop. Als dies va decidir anar a viure amb la Mare Fidela Oller a casa del seu germà Vicent. Van estar refugiades a aquesta casa durant 3 dies. Mai la família de Josepa ni la comunitat de Gandia, van saber després qui les va acusar o com van saber els milicians el lloc de refugi de la mare Fidela, o quins camins van recórrer per trobar-la.
La nit del 29 al 30 d'agost, es van presentar a la casa uns milicians armats que van detenir-les i se les van emportar. El cotxe dels milicians, que havia seguit per la carretera en direcció a València, en arribar a l'encreuament amb el camí de Xeresa, en el lloc anomenat de la Crehueta, van parar i les van fer baixar. En aquell mateix lloc les van matar.

## Beatificació
Fou beatificada a la Catedral de Girona, el 23 de gener 2015 al costat de les seves companyes Fidela Oller i Facunda Margenat, també assassinades per la seva condició religiosa. La beatificació fou presidida pel cardenal Angelo Amato.